# Euphorbia benoistii
Euphorbia benoistii es una especie fanerógama perteneciente a la familia Euphorbiaceae. 

## Distribución
Es endémica de Madagascar en las provincias de Antsiranana, Mahajanga y Toliara. Está tratada en peligro de extinción por pérdida de hábitat. 

## Taxonomía
Euphorbia benoistii fue descrita por Jacques Désiré Leandri y publicado en Notulae Systematicae. Herbier du Museum de Paris 13: 117–118. 1947.
Etimología
Euphorbia: nombre genérico que deriva del médico griego del rey Juba II de Mauritania (52 a 50 a. C. - 23), Euphorbus, en su honor – o en alusión a su gran vientre –  ya que usaba médicamente Euphorbia resinifera. En 1753 Carlos Linneo asignó el nombre a todo el género.
benoistii: epíteto otorgado en honor de la botánica francesa Raymond Benoist.

## Fuente
- Haevermans, T. 2004.  Euphorbia benoistii.   2006 IUCN Red List of Threatened Species.   Bajado el 21-08-07.